# Nise: El corazón de la locura
Nise: El corazón de la locura (en portugués Nise: O Coração da Loucura) es un docudrama brasileño de 2015 dirigido por Roberto Berliner. Con Glória Pires como actriz principal, la película se basa en la biografía de la psiquiatra Nise da Silveira, una pionera de la terapia ocupacional en Brasil. Nise también cuenta con la participación de Fabrício Boliveira, Fernando Eiras, Perfeito Fortuna, Roberta Rodrigues, Augusto Madeira, Simone Mazzer y Zé Carlos Machado.

## Argumento
En 1944, la doctora Nise da Silveira regresa a trabajar en un hospital psiquiátrico en los suburbios de Río de Janeiro y se opone a usar el electrochoque y la lobotomía en el tratamiento de pacientes esquizofrénicos. Aislada de los otros médicos, reorganiza el departamento de terapia ocupacional, que estaba abandonado, para implementar un nuevo enfoque clínico que consiste en escuchar y observar, lo que la aparta aún más de sus colegas. Además, insiste que los internados a su cargo deben ser llamados «clientes» en vez de «pacientes». Da Silveira alienta la libertad de expresión a través del arte y con eso se descubren los talentos de sus clientes. Más tarde, ella abre la Casa das Palmeiras, una clínica y estudio dentro del hospital y luego crea un museo dedicado a las obras de sus clientes.

## Producción
Según el director, Roberto Berliner, la idea de Nise le vino de Bernardo Horta, el hermano del director de fotografía de la película (André Horta). Este último había estado organizando el material escrito de Da Silveira, y por eso le sugirió el proyecto a Berliner en 2003. La investigación para llevar a cabo el filme duró trece años.

### Estreno
La película se estrenó a lo largo de tres años en diferentes países del mundo. En 2015 se lanzó en Japón. En 2016 se estrenó en Suecia, Francia, Brasil y Países Bajos. En 2017 se lanzó en los Estados Unidos a través de Outsider Pictures y Strand Releasing. En 2018 fue estrenada en seiscientas salas en las China continental, del 5 de enero al 4 de febrero.

## Crítica
Según Rotten Tomatoes, Nice recibió reseñas generalmente positivas, con un puntaje de 86%. Neil Genzlinger de The New York Times la consideró «un drama fascinante»; Daphne Howland de The Village Voice afirmó que «las representaciones de los actores [...] parecen reales»; Jonathan Holland de The Hollywood Reporter la llamó «cálida pero no sentimental», y J. R. Jones de Chicago Reader escribió que «tiene momentos fuertes, pero [...] se convierte en una lucha de buenos y malos entre una mujer cariñosa e iluminada y un grupo de hombres sin corazón e ignorantes».

## Premios
| Año         | Trabajo nominado              | Categoría                                                                    | Resultado |
| ----------- | ----------------------------- | ---------------------------------------------------------------------------- | --------- |
| 2015        | Nise: El corazón de la locura | Festival Internacional de Cine de Tokio: Premio del público a mejor película | Ganadora  |
| 2015        | Glória Pires                  | Festival Internacional de Cine de Tokio: Premio a mejor actriz               | Ganadora  |
| 2015 y 2016 | Nise: El corazón de la locura | Festival Internacional de Cine de Río de Janeiro: Premio del público         | Ganadora  |
| 2016        | Nise: El corazón de la locura | IndieWire Critic's Poll: Mejor película no distribuida                       | Nominada  |
| 2016        | Nise: El corazón de la locura | IndieWire Critic's Poll: Mejor película pasada por alto                      | Nominada  |